# Meier (Zeitschrift)

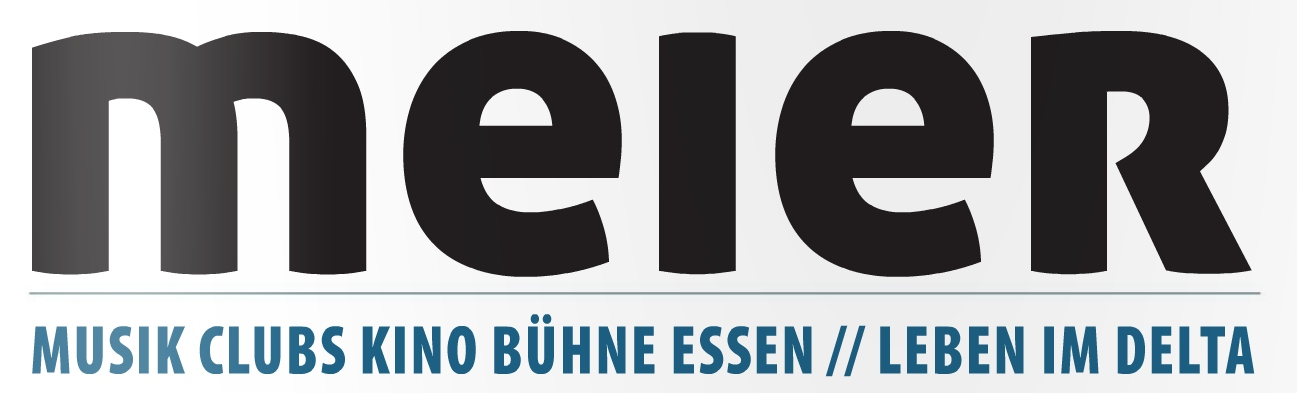
Meier

Der Meier war ein Stadtmagazin für das Rhein-Neckar-Dreieck. Zwischen Februar 1986 und Dezember 2012 berichtete es über das kulturelle und gesellschaftliche Leben in Mannheim, Ludwigshafen am Rhein, Heidelberg und Umgebung und erschien monatlich zum Preis von 2,90 Euro (August 2012). Die Druckauflage lag 2011 (2. Quartal) monatlich bei 26.677 Exemplaren.
Hervorgegangen ist der Meier aus dem Faltblatt Für Auge & Ohr des alternativen Konzertveranstalters Mathias Graupner. Es war anfangs ein reiner Terminkalender für Veranstaltungen, nach und nach kamen auch redaktionelle Beiträge hinzu.
Mitte der 1980er Jahre erschien das Magazin unter dem Namen „Tempo“, verkaufte diesen Namen aber nach kurzer Zeit an die bundesweit erscheinende Zeitgeist-Zeitschrift Tempo und nahm seinen heutigen Namen an.
Bis in die Mitte der 1990er Jahre erschien der Meier noch kostenlos als Auslage in Kneipen und Geschäften. Im Februar 1994 dann entschloss sich der Verlag zum Wandel in eine kostenpflichtige Zeitschrift, die dann rund 180 Seiten umfasste und für zwei D-Mark pro Ausgabe verkauft wurde. Im Juli 1997 ging der Meier online und erreichte im November mit 30.000 Exemplaren die höchste Auflage in seiner Geschichte.
Schwerpunkt des Meier war der Terminkalender, doch bildete der redaktionelle Teil ein wichtiges Gegengewicht zu den Tageszeitungen der Region, die in ihren Städten ein Quasi-Monopol darstellen.
2006 wurde der Verlag Delta Medien, der den Meier herausgibt, vom Rheinpfalz-Verlag übernommen. Ende 2012 beschloss die Muttergesellschaft Medien-Union das Magazin mit dem Dezember-Heft wegen „schlechter Geschäftszahlen für das kommende Jahr“ einzustellen und den Verlag Delta Medien stillzulegen. Das vom Verlag ebenfalls produzierte Internetportal Meier Online, sowie der regionale Gastronomieführer „Espresso“, das Kulturmagazin „Spielzeit“ und die Meier Lange Nacht der Museen werden von der Rheinpfalz-Gruppe weitergeführt.